# Nymphoides sivarajanii
Nymphoides sivarajanii är en vattenklöverväxtart som beskrevs av K.T. Joseph. Nymphoides sivarajanii ingår i släktet sjögullssläktet, och familjen vattenklöverväxter. Inga underarter finns listade i Catalogue of Life.